# Juli 1987
Portal Geschichte | Portal Biografien | Aktuelle Ereignisse | Jahreskalender | Tagesartikel

◄ |
19. Jahrhundert |
20. Jahrhundert
| 21. Jahrhundert

◄ |
1950er |
1960er |
1970er |
1980er
| 1990er | 2000er | 2010er | ►

◄ |
1983 |
1984 |
1985 |
1986 |
1987
| 1988 | 1989 | 1990 | 1991 | ►

◄ |
April 1987 |
Mai 1987 |
Juni 1987 |
Juli 1987 |
August 1987 |
September 1987 |
Oktober 1987 |
►
Dieser Artikel behandelt aktuelle Nachrichten und Ereignisse im Juli 1987.

## Tagesgeschehen

### Mittwoch, 1. Juli 1987

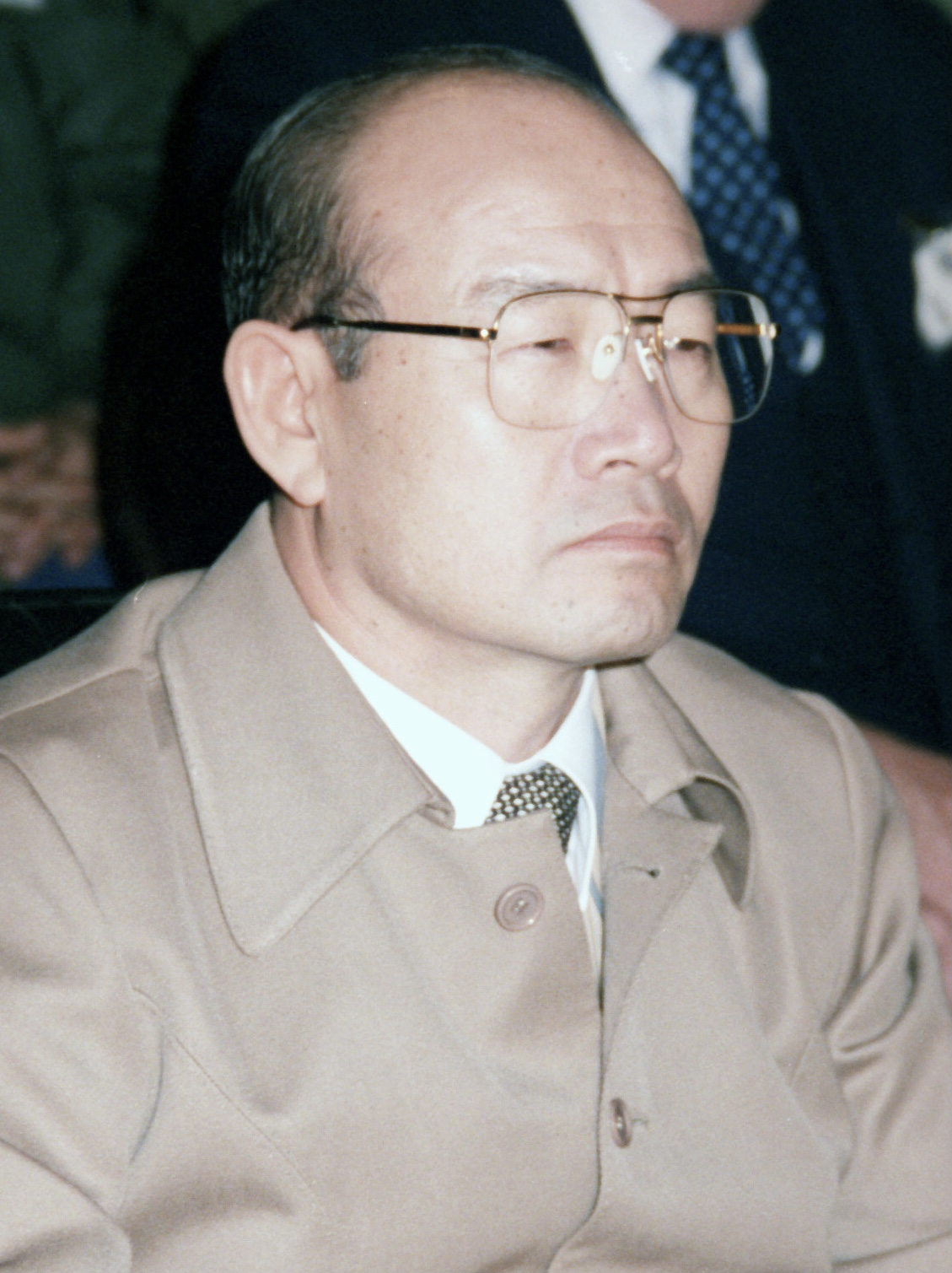
Chun Doo-hwan

- Berlin/Deutschland: Das Rad-Etappenrennen Tour de France startet in diesem Jahr zum dritten Mal in der Geschichte der Tour in Deutschland.[1]
- Berlin/Deutschland: Die DDR kürzt die Summe, welche Bürger des eigenen Landes von Mark in D-Mark umtauschen dürfen, von 70 auf 15 D-Mark. Der Vorgang belegt, dass der staatlich angesetzte Wechselkurs die Schwäche der Mark gegenüber der D-Mark nicht realistisch abbildet und der Staatshaushalt die Differenz bei jedem Umtausch von Mark in D-Mark ausgleichen muss, die DDR also stets einen Verlust verbucht.[2]
- Brüssel/Belgien: In den Ländern der Europäischen Gemeinschaften tritt der Rechtsakt Einheitliche Europäische Akte in Kraft, der u. a. Regelangleichungen in den Mitgliedstaaten auf wirtschaftlicher Ebene forciert sowie das Verfahren der Zusammenarbeit zwischen den Institutionen der Gemeinschaften einführt.[3]
- Kopenhagen/Dänemark: Dänemark übernimmt von Belgien den Vorsitz im Rat der Europäischen Union. Das Amt des Regierungschefs der EWG erhält Poul Schlüter.[4]
- Seoul/Südkorea: Nach wochenlangen Straßenschlachten rückt der Militärmachthaber Chun Doo-hwan von seinem Plan ab, seinen Freund Roh Tae Woo von der Demokratischen Gerechtigkeitspartei durch ein exklusives Gremium zum Präsidenten wählen zu lassen, und verkündet, dass für den Dezember eine Präsidentschaftswahl nach demokratischen Regeln geplant ist.[5]

### Samstag, 4. Juli 1987
- London/Vereinigtes Königreich: Titelverteidigerin Martina Navrátilová aus den USA gewinnt zum achten Mal das Damen-Einzel-Turnier der Wimbledon Championships. Im Finale unterliegt ihr Steffi Graf aus Deutschland 5:7 und 3:6. Den Wettbewerb im Damen-Doppel gewinnt die Deutsche Claudia Kohde-Kilsch an der Seite der Tschechoslowakin Helena Suková.[6][7]

### Sonntag, 5. Juli 1987

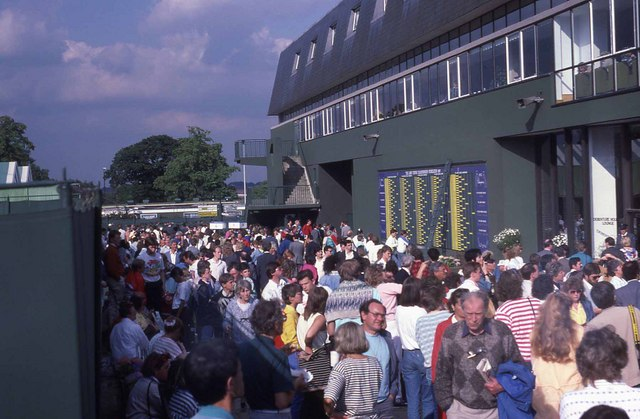
Vor dem Centre Court in Wimbledon

- London/Vereinigtes Königreich: Pat Cash aus Australien gewinnt das Herren-Einzel-Turnier der Wimbledon Championships im Tennis gegen den Tschechen Ivan Lendl in drei Sätzen.[8]

### Dienstag, 7. Juli 1987
- Herborn/Deutschland: Der Fahrer eines Lkw mit einer Ladung von 34.000 l Treibstoff versucht, von der B 255 oberhalb Herborns auf die Bundesautobahn 45 abzubiegen, und stellt fest, dass die Bremsen versagen. Das Eigengewicht beschleunigt den Lkw auf der Gefällstrecke Richtung Innenstadt auf geschätzt 100 km/h Geschwindigkeit. In der Stadt kippt er in einer Kurve um und rutscht in ein Eiscafé. Der Treibstoff explodiert in einer rund 50 m hohen Stichflamme. Zwölf Häuser brennen ab und der Fluss Dill steht in Flammen. Durch das Unglück sterben insgesamt sechs Personen.[9]

### Samstag, 11. Juli 1987
- New York/Vereinigte Staaten: Die Vereinten Nationen begehen den heutigen Tag als Weltbevölkerungstag, da die Anzahl der Menschen auf der Erde im Jahr 1987 die Marke von 5.000.000.000 überschreitet.[10]

### Sonntag, 12. Juli 1987
- Ankara/Türkei: Ein Referendum dient der Abstimmung über die Frage, ob politisch Aktive aus der Zeit vor dem Militärputsch von 1980 wieder am politischen Leben teilnehmen dürfen, was ihnen seit dem Inkrafttreten der Verfassung der Republik Türkei vor knapp fünf Jahren untersagt ist. Mit circa 50,2 % sprechen sich die Stimmberechtigten mehrheitlich für die vorgeschlagene Liberalisierung der Verfassung aus.[11]
- Buenos Aires/Argentinien: Im Finale der 33. Copa América besiegt die Fußballnationalmannschaft von Uruguay als Titelverteidiger die chilenische Auswahl mit 1:0.[12]
- Taipeh/Taiwan: Die Proteste gegen das bereits verkündete neue Sicherheitsgesetz als Ersatz für den Ausnahmezustand in der Republik enden in Krawallen, für welche die regierende Nationale Volkspartei Chinas, ohne konkrete Anhaltspunkte, Mitglieder der Opposition in der Nationalversammlung verantwortlich macht.[13]

### Montag, 13. Juli 1987
- Neu-Delhi/Indien: Das Wahlmännergremium wählt den amtierenden Vizepräsidenten Ramaswamy Venkataraman (Kongresspartei) zum Präsidenten der Republik Indien.[14]

### Dienstag, 14. Juli 1987
- Taipeh/Taiwan: Mit Beginn des Tages tritt das neue Sicherheitsgesetz in Kraft und ersetzt das Kriegsrecht, das  vor circa 40 Jahren nach dem Aufstand von Zivilisten gegen die Nationale Volkspartei Chinas verhängt wurde.[15]

### Freitag, 17. Juli 1987

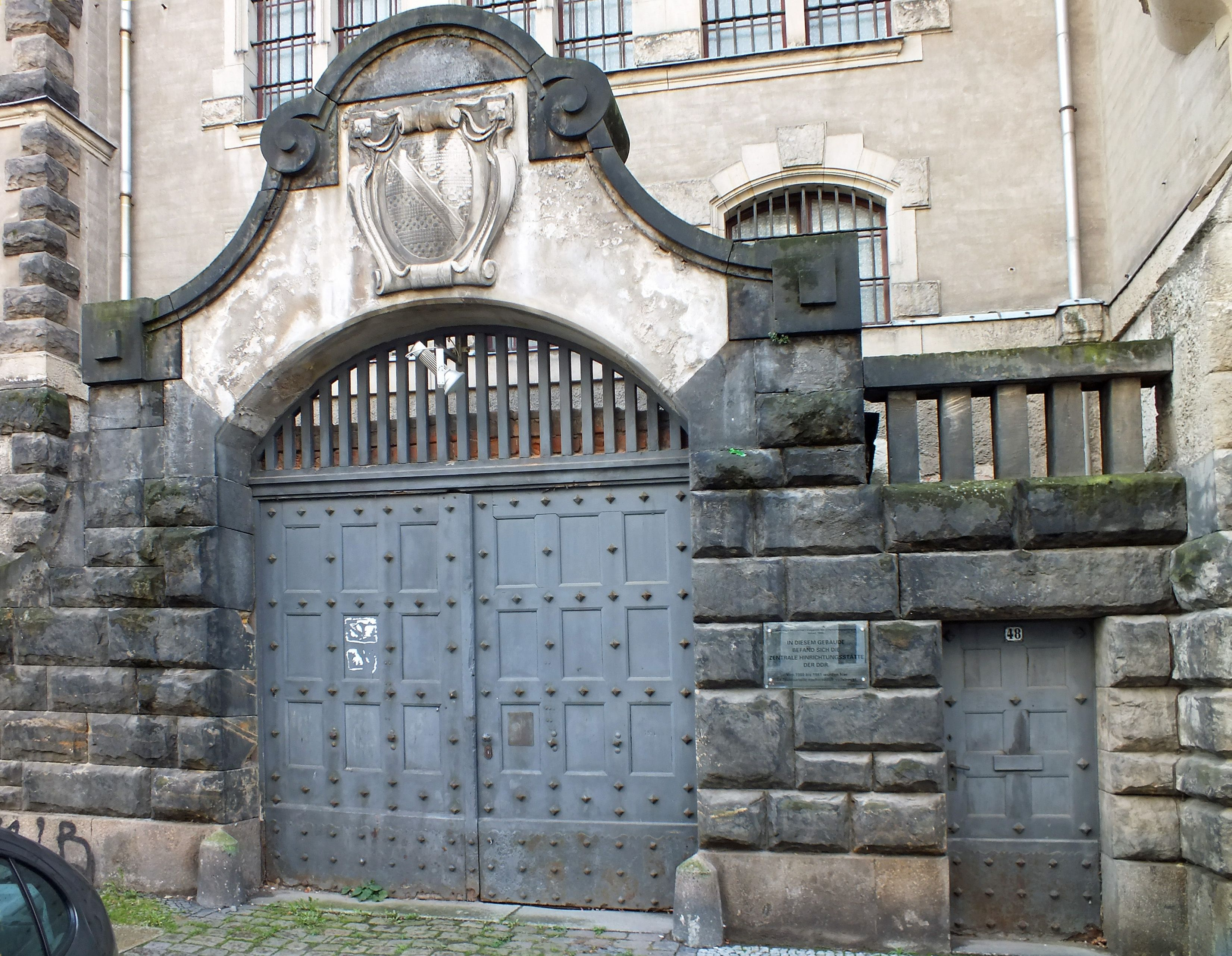
Eingang zur Zentralen Hinrichtungsstätte der DDR in der JVA Leipzig

- Berlin/Deutschland: Der Vorsitzende des Staatsrats der DDR Erich Honecker unterschreibt einen vom Sekretär des Zentralkomitees Egon Krenz ins Politbüro der SED eingebrachten Vorschlag zur Abschaffung der Todesstrafe. In der JVA Leipzig wurde in der Zentralen Hinrichtungsstätte der DDR zuletzt am 26. Juni 1981 eine Hinrichtung vollstreckt.[16]

### Samstag, 18. Juli 1987
- Hitzacker/Deutschland: Eine Windhose beschädigt rund 70 Häuser. Im nahe gelegenen Forst führt er entlang einer 4.500 m langen Schneise einen Totalschaden herbei.[17]

### Sonntag, 19. Juli 1987
- Ankara/Türkei: Für die östlichen Provinzen Bingöl, Diyarbakır, Elazığ, Hakkâri, Mardin, Siirt, Tunceli und Van wird der Ausnahmezustand ausgerufen. Die kurdische Bevölkerung der Provinzen, die stark anwächst, wird als Gefahr für die nationale Sicherheit eingestuft. Der neue Status gewährt der Regierung der Türkei das Recht, den Gouverneur für das gesamte Gebiet zu ernennen.[18]

### Mittwoch, 22. Juli 1987
- Leninsk/Sowjetunion: Die Mission Sojus TM-3 bringt mit Muhammed Ahmed Faris den ersten Syrer ins Weltall. Die Männer im Sojus-Raumschiff sind auf dem Weg zur Raumstation Mir. Dort werden sie die erste Gastmannschaft sein.[19]

### Sonntag, 26. Juli 1987
- Paris/Frankreich: Stephen Roche gewinnt zum ersten Mal, und als erster Ire, die Rad-Rundfahrt Tour de France.[20]

### Mittwoch, 29. Juli 1987
- Colombo/Sri Lanka: Der Präsident von Sri Lanka Junius Richard Jayewardene und Indiens Premierminister Rajiv Gandhi unterzeichnen einen Vertrag, der u. a. mehr politische Autonomie für die Provinzen Sri Lankas vorsieht. Die tamilische Bevölkerung soll auf diesem Weg mehr Rechte erhalten und der Bürgerkrieg zwischen Singhalesen und Tamilen dauerhaft befriedet werden.[21]
- Rom/Italien: Amintore Fanfani von der Partei Christliche Demokratie wird gut einen Monat nach den Parlamentswahlen als neuer Präsident des Ministerrats vereidigt. Fanfani begleitete dieses Amt bereits 1954, 1958 bis 1959, 1960 bis 1963 sowie 1982 bis 1983.[22]

### Freitag, 31. Juli 1987
- Edmonton/Kanada: Der „Black-Friday-Tornado“ mit Windgeschwindigkeiten von bis zu 400 km/h kostet 27 Menschen das Leben. In der Geschichte Kanadas gab es bisher nur einen Tornado, der noch verheerender war.[23]
- Mekka/Saudi-Arabien: Bei einer Massenpanik während der diesjährigen Haddsch der Muslime sterben über 400 Menschen, nachdem saudische Sicherheitskräfte und schiitische Pilger aus dem Iran gewaltsam aneinandergeraten. Seit 16 Jahren demonstrieren Schiiten während der Haddsch dafür, dass wahre Gläubige keinen Götzendienst leisten würden. Die meisten Sunniten empfinden diese Haltung in Bezug auf Mekka als Provokation.[24]